# Allanzinho
Allanzinho, pseudonimo di Allan Victor Oliveira Mota (Bertioga, 4 aprile 2000), è un calciatore brasiliano, attaccante del Fortaleza.

## Carriera
Ha iniziato a giocare a calcio nel settore giovanile del Portuguesa per poi passare nel 2019  a quello del Santos, che lo ha assegnato alla formazione Under-20;il 26 febbraio 2021 ha debuttato in prima squadra nel corso dell'ultima giornata di prima divisione brasiliana persa 2-0 contro il Bahia ed il 18 maggio successivo ha esordito anche in Coppa Libertadores 2021 nella partita persa 2-1 contro i boliviani del The Strongest.
Il 9 giugno 2021 è stato ceduto in prestito al Guarani ed il 16 luglio ha segnato il suo primo gol in una competizione professionistica nell'incontro vinto 4-1 contro il Confiança. Rientrato al Santos ad inizio 2022, ha disputato alcuni incontri del Campionato Paulista prima di passare in prestito alla Tombense; il 10 febbraio del 2023 è stato ceduto con la stessa formula al Joinville ma dopo pochi mesi ha cambiato squadra passando al São Bernardo.
L'11 gennaio 2024 ha rescisso il contratto con il club bianconero e pochi giorni dopo ha firmato con il Politehnica Iași; rimasto nuovamente senza contratto al termine della stagione, è rientrato in Brasile dove il 1º novembre si è unito al Ferroviário-CE; nel 2025 si è messo in mostra nel Campionato Cearense ed in Copa do Nordeste risultando capocannoniere in entrambe le competizioni ed il 27 marzo, due giorni dopo aver rescisso il contratto, ha firmato con il Fortaleza tornando quindi nella massima divisione brasiliana.

## Statistiche

### Presenze e reti nei club
Statistiche aggiornate al 16 agosto 2025.
| Stagione        | Squadra          | Campionato      | Campionato | Campionato | Coppe nazionali | Coppe nazionali | Coppe nazionali | Coppe continentali | Coppe continentali | Coppe continentali | Altre coppe | Altre coppe | Altre coppe | Totale | Totale | Totale |
| Stagione        | Squadra          | Comp            | Pres       | Reti       | Comp            | Pres            | Reti            | Comp               | Pres               | Reti               | Comp        | Pres        | Reti        | Pres   | Reti   |        |
| --------------- | ---------------- | --------------- | ---------- | ---------- | --------------- | --------------- | --------------- | ------------------ | ------------------ | ------------------ | ----------- | ----------- | ----------- | ------ | ------ | ------ |
| 2020            | Santos           | A1/SP+A         | 0+1        | 0          | CB              | 0               | 0               | -                  | -                  | -                  | -           | -           | -           | 1      | 0      |        |
| 2021            | Santos           | A1/SP+A         | 4+0        | 0          | CB              | 0               | 0               | CL                 | 1                  | 0                  | -           | -           | -           | 5      | 0      |        |
| 2021            | Guarani          | B               | 24         | 3          | CB              | 0               | 0               | -                  | -                  | -                  | -           | -           | -           | 24     | 3      |        |
| 2022            | Santos           | A+A1/SP         | 0+2        | 0          | CB              | 0               | 0               | -                  | -                  | -                  | -           | -           | -           | 2      | 0      |        |
| Totale Santos   | Totale Santos    | Totale Santos   | 7          | 0          |                 | 0               | 0               |                    | 1                  | 0                  |             | -           | -           | 8      | 0      |        |
| 2022            | Tombense         | B               | 3          | 0          | CB              | 0               | 0               | -                  | -                  | -                  | -           | -           | -           | 3      | 0      |        |
| 2023            | Joinville        | PD/SC           | 4          | 0          | CB              | 0               | 0               | -                  | -                  | -                  | -           | -           | -           | 4      | 0      |        |
| 2023            | São Bernardo     | C               | 4          | 0          | CB              | 0               | 0               | -                  | -                  | -                  | -           | -           | -           | 4      | 0      |        |
| gen.-giu. 2024  | Politehnica Iași | L1              | 12         | 0          | CR              | 0               | 0               | -                  | -                  | -                  | -           | -           | -           | 12     | 0      |        |
| 2025            | Ferroviário-CE   | PD/CE           | 10         | 4          | CB              | 1               | 0               | -                  | -                  | -                  | CdN         | 7           | 5           | 18     | 9      |        |
| 2025            | Fortaleza        | A               | 5          | 0          | CB              | 1               | 0               | CL                 | 1                  | 0                  | -           | -           | -           | 7      | 0      |        |
| Totale carriera | Totale carriera  | Totale carriera | 69         | 7          |                 | 2               | 0               |                    | 2                  | 0                  |             | 7           | 5           | 80     | 12     |        |

## Palmarès

### Individuale
- Capocannoniere del Campionato Cearense: 1

2025 (4 reti)
- Capocannoniere della Copa do Nordeste: 1

2025 (5 reti)